# An Post-Sean Kelly/Saison 2011
Dieser Artikel listet Erfolge und Mannschaft des Radsportteams An Post-Sean Kelly in der Saison 2011 auf.

## Erfolge in der UCI Europe Tour
In der Saison 2011 gelangen dem Team nachstehende Erfolge in der UCI Europe Tour.
| Datum          | Rennen                                        | Kat. | Sieger             |
| -------------- | --------------------------------------------- | ---- | ------------------ |
| 6. März        | 2. Etappe Driedaagse van West-Vlaanderen      | 2.1  | Niko Eeckhout      |
| 23. Mai        | 2. Etappe An Post Rás                         | 2.2  | Gediminas Bagdonas |
| 25. Mai        | 4. Etappe An Post Rás                         | 2.2  | Gediminas Bagdonas |
| 22.–29. Mai    | Gesamtwertung An Post Rás                     | 2.2  | Gediminas Bagdonas |
| 5. Juni        | Memorial Philippe Van Coningsloo              | 1.2  | Andrew Fenn        |
| 10. Juni       | 2. Etappe Ronde de l’Oise                     | 2.2  | Gediminas Bagdonas |
| 9.–12. Juni    | Gesamtwertung Ronde de l’Oise                 | 2.2  | Gediminas Bagdonas |
| 24. Juni       | Litauische Meisterschaften – Einzelzeitfahren | CN   | Gediminas Bagdonas |
| 11. Juli       | Grote Prijs van de Stad Geel                  | 1.2  | Sam Bennett        |
| 11.–14. August | Gesamtwertung Mi-Août Bretonne                | 2.2  | Mark McNally       |
| 17. September  | 7. Etappe Tour of Britain                     | 2.1  | Gediminas Bagdonas |

## Zugänge – Abgänge
| Zugänge            | Team 2010                 | Abgänge                     | Team 2011                             |
| ------------------ | ------------------------- | --------------------------- | ------------------------------------- |
| Kenny Terweduwe    | Jong Vlaanderen-Bauknecht | Matthew Brammeier           | HTC-Highroad                          |
| Gediminas Bagdonas | PWC Aliplast              | David O’Loughlin            | Giant Kenda Cycling Team              |
| Sam Bennett        | Neoprofi                  | Gil Suray                   | Lotto-Bodysol Pôle Continental Wallon |
| Kevin Claeys       | Neoprofi                  | Kim Borry                   | Unbekannt                             |
| Darijus Dzervus    | Neoprofi                  | Benny De Schrooder          | Unbekannt                             |
| Andrew Fenn        | Neoprofi                  | Pascal Hossay               | Unbekannt                             |
| Kess Heytens       | Neoprofi                  | Kenny Lisabeth              | Unbekannt                             |
| Dries Hollanders   | Neoprofi                  | Stijn Minne                 | Unbekannt                             |
| Philip Lavery      | Neoprofi                  | Paidi O’Brien               | Unbekannt                             |
|                    |                           | Brice Scholtes              | Unbekannt                             |
|                    |                           | Kess Heytens (bis 31. Juli) | Unbekannt                             |

## Mannschaft
| Name               | Geburtstag        | Nationalität           |
| ------------------ | ----------------- | ---------------------- |
| Gediminas Bagdonas | 26. Dezember 1985 | Litauen                |
| Sam Bennett        | 16. Oktober 1990  | Irland                 |
| Bjorn Brems        | 12. Februar 1986  | Belgien                |
| Mark Cassidy       | 23. März 1985     | Irland                 |
| Kevin Claeys       | 26. März 1988     | Belgien                |
| Maxim Debusschere  | 10. Juni 1986     | Belgien                |
| Darijus Dzervus    | 20. Juli 1990     | Litauen                |
| Niko Eeckhout      | 16. Dezember 1970 | Belgien                |
| Andrew Fenn        | 1. Juli 1990      | Vereinigtes Königreich |
| Pieter Ghyllebert  | 13. Juni 1982     | Belgien                |
| Dries Hollanders   | 31. Juli 1986     | Belgien                |
| Philip Lavery      | 17. August 1990   | Irland                 |
| Connor McConvey    | 20. Juli 1988     | Irland                 |
| Ronan McLaughlin   | 11. März 1987     | Irland                 |
| Mark McNally       | 20. Juli 1989     | Vereinigtes Königreich |
| Kenny Terweduwe    | 14. Februar 1988  | Belgien                |

## Platzierungen in UCI-Ranglisten
UCI Europe Tour 2011
|      | Fahrer             | Punkte |
| ---- | ------------------ | ------ |
| 49.  | Gediminas Bagdonas | 190    |
| 101. | Mark McNally       | 125    |
| 104. | Andrew Fenn        | 122    |
| 205. | Niko Eeckhout      | 79     |
| 293. | Sam Bennett        | 55     |
| 325. | Dries Hollanders   | 48     |
| 601. | Pieter Ghyllebert  | 21     |
| 878. | Ronan McLaughlin   | 8      |
| 878. | Darijus Dzervus    | 8      |
| 987. | Philip Lavery      | 6      |